# Lingwistyka internetu
Lingwistyka internetu (ang. internet linguistics) – dział językoznawstwa zajmujący się badaniem języka internetu czy też praktyki językowej obecnej w elektronicznych środkach przekazu.
Rozwój lingwistyki internetu wynika z potrzeby badania języka stosowanego przez użytkowników internetu, tzw. cyberjęzyka. Przedmiotem dyskusji jest jego stosunek względem lepiej poznanych form języka: języka ustnego i tradycyjnego języka pisanego.
Termin „lingwistyka internetu” został wprowadzony przez językoznawcę Davida Crystala.
Lingwistyką internetu zajmują się m.in. tacy lingwiści jak David Crystal i Gretchen McCulloch.